# كريستير ياكوبسون
كريستير جاكوبسون هو لاعب كرة قدم سويدي، ولد في 3 يوليو 1951. لعب مع نادي مالمو.

## وصلات خارجية
- كريستير جاكوبسون على موقع قاعدة بيانات كرة القدم.إي يو (الإنجليزية)